# Wsiewołod Łarionow
Wsiewołod Dmitrijewicz Łarionow (ros. Всеволод Дмитриевич Ларионов, ur. 11 września 1928 w Moskwie, zm. 8 października 2000 tamże) – rosyjski aktor filmowy i telewizyjny, uhonorowany tytułem Ludowy Artysta RFSRR (1978).

## Życiorys
Wsiewołod Łarionow urodził się 11 września 1928 roku w Moskwie w ZSRR. Był absolwentem Wyższej Szkoły Teatralnej im. Leninowskiego Komsomołu w Moskwie, a następnie w 1950 roku został aktorem Teatru im. Leninowskiego Komsomołu.
Jego bratanką była radziecka aktorka Sofia Giacyntowa.
Swoją karierę aktorską rozpoczął w 1945 roku już jako nastolatek. Jego debiut nastąpił w filmie przygodowym Wasilija Żurawlowa Piętnastoletni kapitan w roli Dicka Sanda. Wystąpił także w innych filmach jak Syberiada, Anna Pawłowa oraz Oczy czarne.
Łarionow zmarł 8 października 2000 roku w Moskwie po długiej chorobie w wieku 72 lat.
Został pochowany na Cmentarzu Wagańkowskim w Moskwie.

## Wybrana filmografia
- 1993: Kamuflaż jako pułkownik Gawrilin
- 1991: Wewnętrzny krąg jako generał Rumiancew
- 1987: Oczy czarne jako Paweł, rosyjski pasażer
- 1983: Anna Pawłowa jako Sergiej Diagilew
- 1979: Ach, ten Munchausen jako sędzia
- 1979: Syberiada jako Fiodor Nikołajewicz
- 1946: Piętnastoletni kapitan jako Dick Sand
- 1946: Krążownik Wareg jako Dorofiejew

### Role głosowe
- 1979: Kopciuszek
- 1980: W ostatniej ławce
- 1981: Alicja i tajemnica trzeciej planety jako profesor Sielezniow
- 1981: Zając fachowiec jako Jeżyk, Borsuk
- 1987: Mysz i wielbłąd
- 1988: Zając, który dawał sobie rady
- 1988: Zły Bambr

## Odznaczenia
- Zasłużony Artysta RFSRR (1967)
- Ludowy Artysta RFSRR (1978)
- Order Honoru (1999)[3]